# Градски музеј Цриквеница
Градски музеј Цриквеница је јавна установа основана 2008. године. 

## Историја
Градски музеј Цриквеница је основан 2008. године са задатком прикупљања, чувања, документовања, проучавања и презентације културне баштине Цриквенице и околине. У почетку делује на простору старе већнице у центру Цриквенице, локалног је и комплексног типа, у њему се налазе предмети који документују живот у Цриквеници и околини од праисторије до друге половине 20. века. Музејска грађа се прикупља теренским радом, истраживањем, донацијама и откупом и систематизована је у девет збирки: палеонтолошка, археолошка, документарна, збирка нумизматике и фалеристике, фотографија, разгледница, предмета из свакодневног живота и копија. Музеј има и специјализовану библиотеку у којој се прикупљају и чувају публикације из области историјских наука и све публикације о Цриквеници, Винодолу и околини. Библиотека је намењена запосленима, али и спољним корисницима којима је књижна грађа доступна без изношења. Изложбена делатност се одвија кроз повремене изложбе на којима се представљају фрагменти прошлости ширег цриквеничког краја. Повремене изложбе редовно прате музејски каталози који чине основу издавачке делатности музеја. Повремено се објављују и радови спољних сарадника у виду Зборника радова Међународног археолошког колоквијума и као самосталне публикације које се баве темама из локалне историје. Музеј организује предавања, радионице за децу, стручне и научне скупове, обиласке изложби и локалитета, заштиту културног наслеђа, годишње радове на конзервацији и рестаурацији непокретне културне баштине као и на одржавању делова заштићене културне баштине Града Цриквенице.